# Medvjedice
Medvjedice su naselje u općini Hadžići, Federacija BiH, BiH.

## Stanovništvo
Nacionalni sastav stanovništva 1991. godine, bio je sljedeći:
ukupno: 14
- Hrvati - 14 (100%)